# Municipio de Vrooman
El municipio de Vrooman (en inglés: Vrooman Township) es un municipio ubicado en el condado de Perkins en el estado estadounidense de Dakota del Sur. En el año 2010 tenía una población de 8 habitantes y una densidad poblacional de 0,09 personas por km².

## Geografía
El municipio de Vrooman se encuentra ubicado en las coordenadas 45°5′25″N 102°46′42″O / 45.09028, -102.77833. Según la Oficina del Censo de los Estados Unidos, el municipio tiene una superficie total de 92.3 km², de la cual 92,16 km² corresponden a tierra firme y (0,15 %) 0,14 km² es agua.

## Demografía
Según el censo de 2010, había 8 personas residiendo en el municipio de Vrooman. La densidad de población era de 0,09 hab./km². De los 8 habitantes, el municipio de Vrooman estaba compuesto por el 100 % blancos. Del total de la población el 0 % eran hispanos o latinos de cualquier raza.